# Nikolai Anikin
Nikolai Petrovich Anikin (en ruso Николай Петрович Аникин; Ishim, Óblast de Tiumén, 25 de enero de 1932 – Duluth (Minnesota), 14 de noviembre de 2009) fue un esquiador de fondo soviético que compitió en la década de los 50 y principios de los 60, entrenando para el Dinamo de Moscú. Ganó tres medallas olímpicas, el oro en la prueba de 4x10 km de los Juegos Olímpicos de Cortina d'Ampezzo 1956 y dos bronces en las pruebas de 4x10km y 30km en los Juegos Olímpicos de Squaw Valley 1960. También ganó la medalla de plata en los relevos 4x10 km del Campeonato Mundial de Esquí Nórdico de 1958.

## Carrera como entrenador
En 1963, Anikin comenzó a entrenar al equipo nacional soviético tanto juvenil como senior, cargo que ocupó 27 años. Se trasladó a Salt Lake City en 1990 para entrenar el equipo nacional estadounidense. Se instaló en Duluth (Minnesota) en 1994 donde entrenó a esquiadores de élite, masters y junior durante el resto de su carrera.

## Muerte
Anikin falleció de un cáncer en su casa de Duluth (Minnesota) a los 77 años.